# Grad Višnja Gora
Grad Višnja Gora ali Stari grad (nemško Weichselberg) je bil grad, katerega ruševine se nahajajo na hribu južno od Višnje Gore.

## Zgodovina
Grad se v zgodovinskih listinah prvič omenja leta 1154 kot castello Wichselberg. Grad, ki so ga dali zgraditi Višnjegorski gospodje, je predstavljal njihov matični grad. Ta rodbina, ki se prvič omenja leta 1136, je bila do celjskih grofov ena najpomembnejših fevdalnih rodbin na slovenskih tleh. Potem ko je rodbina v začetku 13. stoletja izumrla, so grad prevzeli njihovi dediči, grofje Andeški, za njimi pa Babenberžani in nato Spanheimi.
Ulrik III. Spanheimski je z listino iz leta 1250 grad izročil oglejskemu patriarhu Bertoldu Andeškemu. Tako je od leta 1251 naprej v gradu živel državni vikar Majnhard III. Goriški. Kljub temu pa je grad še naprej ostal v lasti Spanheimov, ti pa ga niso podeljevali v fevd, temveč so ga upravljali preko gradiščanov.
V listini iz leta 1311 je zapisano, da je bil grad takrat v lasti koroških vojvod, sredi 14. stoletja pa je bil že v lasti Habsburžanov. Ti so ga še pred letom 1386 prodali Celjanom. Po izumrtju Celjskih grofov 1456 je grad Višnja Gora postal deželnoknežji grad. Leta 1573 je tedanji lastnik gradu, nadvojvoda Karl Višnjo Goro prodal grofu Juriju Khislu, ta pa ga je kasneje prodal rodbini Moscon. Zadnji lastnik gradu so postali Auerspergi, ki so grad kupili leta 1631. Grad je bil opuščen v 18. stoletju in je kmalu propadel, kamenje iz njegovih zidov pa so prebivalci Višnje Gore uporabili za gradnjo svojih hiš.

## Arhitektura
Grad Višnja Gora je bil sestavljen iz stanovanjskega stolpa kvadratne oblike, ozke stavbe zahodno od njega, obzidja in vmesnega prostora, ki je bil najverjetneje grajsko dvorišče. Vhod v grad je bil s severne strani, vhod v stolp, ki se je dvigal tri ali štiri nadstropja visoko, pa je bil možen samo skozi stavbo zahodno od njega.